# エルンスト・ツィナー
エルンスト・ツィナー（Ernst Zinner, 1886年2月2日 - 1970年8月30日）は、ドイツの天文学者。ジャコビニ・ツィナー彗星 (21P/Giacobini-Zinner) を再発見したことで知られる。
ドイツ帝国ニーダーシュレジエン地方のゴールトベルク（現在のポーランド、ドルヌィ・シロンスク県ズウォトリヤ）に生まれた。ミュンヘン大学、イェーナ大学で学び、ルンド天文台やハイデルベルク天文台で研究した後、1910年から1919年までバンベルクで働いた。1920年からミュンヘン大学の講師、1924年から非常勤教授になった。1926年から1953年まで、バンベルクのレマイス天文台の所長を務めた。
1913年10月23日に、フランスのミシェル・ジャコビニが1900年に見つけた彗星の回帰を発見し、この彗星はジャコビニ・ツィナー彗星と呼ばれることになった。変光星の研究などのほかに天文学の歴史についての多くの著書を残した。ミュンヘン郊外のプラネック）で没した。

## 著書
- Verzeichnis der astronomischen Handschriften des deutschen Kulturgebietes, München, 1925
- Helligkeitsverzeichnis von 2373 Sternen bis zur Größe 5.50, Bamberg, 1926
- Die Geschichte der Sternkunde von den ersten Anfängen bis zur Gegenwart, Berlin, 1931
- Geschichte und Bibliographie der astronomischen Literatur in Deutschland zur Zeit der Renaissance,（『ルネッサンス期のドイツの天文文献史』） Leipzig, 1941, ISBN 3-77726-407-5
- Astronomie. Geschichte ihrer Probleme,  Freiburg, 1951, ISBN 3-49544-103-4